# ГАЗ-24 Волга
ГАЗ-24 Волга е съветски лек автомобил с каросерия тип седан. Пуснат на пазара от ГАЗ (Горковски автомобилен завод). Моделът е произвеждан от 1968 до 1985 г., когато е пусната модернизираната версия ГАЗ-2401, произвеждана до 1992 година. На западния пазар е позната като Скалдия-Волга М24 (Scaldia-Volga M24), сглобявани в Белгия и окомплектовани с дизелов двигател на Пежо.

## История
Развитието на модела започва през 1961 г., когато се взема решение, че е време да се модернизира дотогава произвежданият ГАЗ-21. Каросерията е в американски стил, като идеи са взимани от вече съществуващите американски автомобили – Шевролет Нова (произвеждан в САЩ в периода 1962 – 1979), Форд Фалкон (произвеждан в САЩ в периода 1962 – 1991) и др., но въпреки това обликът си остава съветски. Първите прототипи са направени през 1966 г. Предсерийното производство стартира през 1968 г. с 31 броя, масовото производство – от 1970 г. Автомобилът е най-скъпият в СССР от достъпните за обикновените хора. Той е масово използван в държавните организации на Източния блок. Разработени са специално модификации за таксиметров автомобил с двигател ЗМЗ-24 пригоден за работа с бензин А-76, линейка, автомобил за нуждите на милицията, а по-късно и специална серия за КГБ, оборудвани с 8-цилиндров двигател ЗМЗ-505.

## Таксиметров автомобил
ГАЗ 24-01 е автомобил на базата на ГАЗ-24 оборудван с двигател, предназначен за работа с по-ниско октанов бензин А-76, изхвърлящ в атмосферата по-малко количество вредни емисии. Автомобилите биват оборудвани с таксиметров апарат, както и със салон от лесни за почистване и поддържане материали.

## Комби и линейка
През 1972 г. е пусната в продажба комби версията на модела, а именно ГАЗ-24-02 Волга. Вътрешното пространство е оползотворено в три реда седалки, които правят автомобила 7 местен. Съществува възможност за прибиране на втория и третия ред седалки напред, за да се образува гладка повърхност и свободно пространство за превоз на товари. Всъщност разположението на седалките не е нещо необичайно за времето си (предшественика ГАЗ-22 притежава същата възможност) и намира приложение дори в съвременни автомобили като Opel Zafira например. За да може обикновен човек от работещата класа да закупи въпросния автомобил е трябвало специално разрешение от партията в случай на многочленно семейство или за нуждите на спортисти – транспортиране на тежка и обемна техника.
През 1973 започва производството и на версия „Линейка“, базирана на комби версията и означена с ГАЗ-24-03. Автомобилът разполага с две седящи места на първия ред за шофьора и пасажер до него, както и място за носилка в каросерията и едно седящо място на втория за медик. Също така разполага с радиостанция, сигнални светлини за специален режим на движение и допълнителен фар за търсене, разположен на мястото на антената в предния десен калник.

## Кабриолет
Заводът на ГАЗ никога не е правил кабриолети, въпреки това има няколко такива автомобили, които са преработени след излизането им от завода и са предназначени за паради на армията.

## Пикап
Както и при кабриолета и тези автомобили са преработени на по-късен етап от различни сервизи.

## 4х4 версия
В периода 1973/74 са построени общо пет автомобила ГАЗ 24-95 оборудвани със система 4х4, но по време на тестовете са открити някои недостатъци и тази модификация остава експериментална. Към момента в музея на ГАЗ се намира един от въпросните автомобили.

## Версия с V8
Към края на 1974 г. започва производството на ГАЗ 24-24 с подсилено купе, хидравличен усилвател на волана, окомплектован с алуминиев 8-цилиндров двигател ЗМЗ-505 с работен обем 5530 cm³, със 195 к.с. и тристепенна автоматична скоростна кутия, наричан също така „догонялка“ и предназначен за нуждите на КГБ – охранителен автомобил, ескортиращ правителствените лимузини ГАЗ-13/ГАЗ-14 и ЗИЛ. Също така е използван за високоскоростни преследвания, тъй като за времето си е бил най-бързият серийно произвеждан автомобил в СССР.

## Промени
В периода 1975/76 г. автомобилът получава по-удобен километраж, променят се страничните огледала и двигателите са преработени за работа с антифриз, а не с вода, както дотогава.
В периода 1977/85 г. автомобилът е изцяло обновен, за да се подобри безопасността, серийно започват да се монтират предни допълнителни фарове за мъгла, протектори на броните, допълнителни странични мигачи на предните калници, както и предни и задни обезопасителни колани. Колата получава нов интериор, като таблото е изработено от алуминиево тяло и две части от мек материал. Корите на вратите получават нов дизайн и са изработени от по-меки материали с цел повишаване на безопасността. Заради поставянето на обезопасителните колани е премахнат предният подлакътник (при някои от по-ранните версии той изпълнява ролята на 3-та седалка и по този начин автомобилът става 6-местен). Нов интериор в следните цветове: червен, кафяв, жълт, светлозелен, тъмнозелен, тъмносин или черен.
За летните олимпийски игри през 1980 г. е пусната лимитирана серия „Олимпия 80“ от седани и комбита, боядисани двуцветно в бял и жълт цвят, съпътстващи олимпийския огън.

## Наследници
През 1985 г. на пазара се появява новият ГАЗ 24-10, който разполага с купе на ГАЗ-24, но с усъвършенствани двигател и механика, изцяло променен интериор и много външни промени – нова предна решетка, изработена от пластмаса, премахнати протектори от броните, променени предни врати и външните дръжки на всички врати, пластмасови аеродинамични тазове на гумите, намален е броят на лъскавите части по екстериора, за да се намали опасността от заслепяване, и т.н. В серийната гама влизат комби – ГАЗ 24-12, такси – ГАЗ 24-11 и други. Производството продължава до 1992 г.
ГАЗ-3102, произвеждан от 1982 г., както и почти всички следващи автомобили ГАЗ (31029, 3110, 31105) използват купето на ГАЗ-24.

## Автомобили за износ
Автомобилът ГАЗ-24 е изнасян за много страни – Индонезия, Латинска Америка и Западна Европа. Също така съществува и версия с десен волан. В Европа най-известни са били седаните и комбитата, сглобявани в Белгия от Скалдия-Волга, които първоначално са били окомплектовани с дизелов двигател на Пежо с работен обем 2100 cm³ и мощност от 62 к.с., а след 1980 г. – с 2300 cm³ и мощност от 70 к.с., наричани М24 за бензиновата версия и М24Д за дизеловата версия. След 1983 г. в Белгия започват да се окомплектоват само комби автомобили с дизелови двигатели.

## Галерия
- ГАЗ 24-02